# Улица Елизаровых
У́лица Елиза́ровых — улица в Кировском районе Томска, от Транспортной площади до Алтайской улицы. Проходит рядом с железнодорожной линией Томск-I — Томск-II, на значительном протяжении стороны улицы занимают городские промзоны.

## История
Часть улицы Нахимова, проходящую под значительным углом к другой её части, 29 апреля 1979 года переименовали в честь сестры В. И. Ленина — Анны Ильиничны Елизаровой и её мужа — Марка Тимофеевича Елизарова. М. Т. Елизаров жил в Томске и работал в управлении Сибирской железной дороги с лета по декабрь 1902 года. Анна Ильинична приехала в Томск в октябре 1902 года.